# Repulse Bay
Repulse Bay (Inuktitut: Naujat; ᓇᐅᔮᑦ) è un insediamento Inuit situato lungo le coste della Baia di Hudson, nella regione di Kivalliq, nel territorio canadese del Nunavut. Attualmente il paese ha 748 abitanti.

## Geografia fisica

### Territorio
Repulse Bay è posta esattamente sul Circolo polare artico, nella costa settentrionale della baia omonima, la Repulse Bay, e nella costa meridionale del Rae Isthmus. I trasporti verso la comunità sono principalmente i carichi cargo che giungono annualmente. Repulse Bay nel suo territorio ospita una grande varietà di animali, fra i quali orsi polari, caribù, foche, balene, e trichechi. Nell'area inoltre vi sono centinaia di specie di uccelli, fra i quali girfalchi e falchi pellegrini.

## Storia
il nome originale Inuktikut "Naujaat" è traducibile come “luogo di riposo per gabbiani”, a causa di uno scoglio poco lontano dall'abitato dove i gabbiani nel mese di giugno sono soliti fermarsi per nidificare. Naujaat venne visitata dagli europei già nel 1740, e nell'Ottocento divenne una meta popolare per i cacciatori di balene inglesi e scozzesi. Allora molti abitanti locali iniziarono anch'essi a lavorare con i balenieri. Sebbene vi siano numerose teorie sul nome "Repulse Bay", la più probabile è quella che il navigatore Christopher Middleton, alla ricerca del famoso passaggio a nord ovest nel 1742 scoprì che la baia non era una via d'uscita della Baia di Hudson, ma piuttosto un vicolo cieco. Il navigatore dichiarò poi di averla chiamata così, "bay of Repulse" (baia della respinta), ossia "la baia da dove sono stato respinto via". Altri credono invece che prenda il nome dal vascello inglese Repulse, che visitò la regione. La Hudson's Bay Company aprì un proprio punto a Repulse Bay nel 1916, mentre nel 1923 giunsero i rivali della Revillon Freres, che anch'essi aprirono una postazione per la caccia alle pellicce. Nel 1932 giunse anche una missione cattolica.

## Repulse Bay oggi
Secondo il censimento del 2006, la popolazione era di 748 abitanti, con una crescita dal 2001 del 22,2%. LA comunità Inuit mantiene ancora oggi le proprie antiche usanze, come la caccia, la pesca, la scultura, ed è orgogliosa della propria storia, sebbene sia intervenuto anche il turismo. Gli abitanti di Repulse Bay sono detti Aivilingmiut.